# Tekst Apokalipsy św. Jana

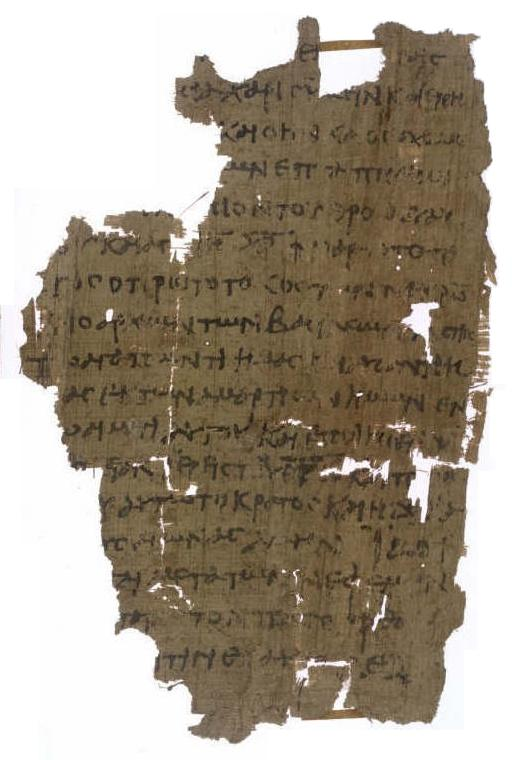
Ap 1,4-7 w

Grecki tekst Apokalipsy świętego Jana miał inną historię niż pozostałe księgi Nowego Testamentu i nie odzwierciedla tych samych tradycji tekstualnych. Ponieważ liczba rękopisów Apokalipsy jest mniejsza niż pozostałych ksiąg NT, jej tekst jest pod względem naukowym najlepiej opracowany, spośród wszystkich ksiąg Nowego Testamentu.
Grecki tekst Apokalipsy odzwierciedla historię tej księgi i jej znaczenie w Kościele greckim. Długo wątpiono w jej kanoniczność, przez co nie była używana w liturgii i żaden z wielkich egzegetów wschodniego chrześcijaństwa jej nie komentował. Nie ma ona manuskryptów reprezentujących tekst zachodni.
Na ogólną liczbę około 5700 rękopisów Nowego Testamentu 287 reprezentuje Apokalipsę, co oznacza, że jest reprezentowana zaledwie przez 6,6% rękopisów. Apokalipsy nie zawiera bardzo ważny rękopis Nowego Testamentu – Kodeks Watykański. Księga ta niemal nie występuje w rękopisach pochodzących z wieków od VI do IX, w ogóle nie występuje w greckich lekcjonarzach, ponieważ w Kościele bizantyjskim nie czytano Apokalipsy w liturgii.

## Historia badań

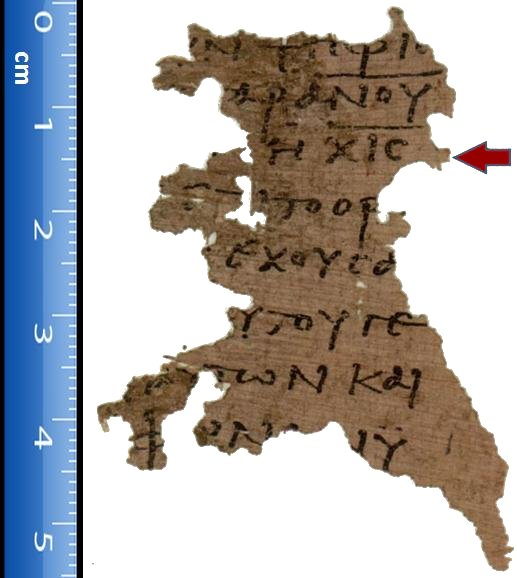
Ap 13,18 w

Liczba rękopisów Apokalipsy jest znacznie mniejsza niż dla pozostałych ksiąg Nowego Testamentu. Dodatkowo Apokalipsa nigdy nie była uwzględniana w greckich lekcjonarzach. Dzięki słabemu poświadczeniu tekstu Apokalipsy starożytnymi i średniowiecznymi rękopisami, zbadanie całości materiału rękopiśmiennego jest łatwiejsze, niż w przypadku pozostałych ksiąg Nowego Testamentu. Z tego też powodu tekst Apokalipsy jest pod względem naukowym najlepiej opracowanym, spośród wszystkich ksiąg Nowego Testamentu.
Pierwszy krok w stronę systematycznego i metodycznego zbadania tekstu Apokalipsy podjął Samuel Prideaux Tregelles w 1844 roku. Tregelles zbadał tekst 3 majuskułów i 92 minuskułów. Najwyżej ceniąc Kodeks Aleksandryjski i Kodeks Efrema, co wynikało z faktu, że w owym czasie były to jedyne starożytne rękopisy z tekstem Apokalipsy. Brooke Westcott i Fenton Hort najwyżej cenili Kodeks Aleksandryjski, co zostało poparte późniejszymi badaniami Józefa Schmida (opublikowane w 1955-1956). Weiss stawiał na czele Sinaiticus, Alexandrinus, Ephraemi.
Wilhelm Bousset podkreślił znaczenie rękopisów P i Q, jako przedstawicieli innej recenzji niż hezychiańska. Bousset stwierdził, że większość rękopisów, zwłaszcza późnych pozostaje w bliskim związku z komentarzem do Apokalipsy Andrzeja z Cezarei.
Hermann von Soden swoją teorię trzech recenzji (hezychiańska, antiocheńska i jerozolimska) usiłował przenieść także na Apokalipsę. Do recenzji jerozolimskiej zaliczył recenzję Andrzeja z Cezarei, która ma kapadockie pochodzenie i nie ma nic wspólnego ani z Jerozolimą, ani z Bizancjum.
H.J. Vogels usiłował dowieść, że Kodeks Synajski posiada wpływy tradycji łacińskiej.
R.H. Charles ograniczył się do kodeksów uncjalnych i dlatego pominął rękopisy recenzji Andrzeja z Cezarei. Charles podkreślił zasadę liczenia się ze stylem autora przy wyborze wariantów tekstowych. Za najbardziej neutralne, tzn. zawierające niewielką liczbę poprawek, uznał kodeksy A i C.
H.C. Hoskier przez trzydzieści lat pracował nad wszystkimi dostępnymi mu rękopisami Apokalipsy. Rezultat swojej pracy opublikował w 1929 roku (Concerning the Text of the Apocalypse). Hoskier wyróżnił dwa typy tekstu: kościelny oraz rodziny tekstów niezależnych. Teksty niezależne reprezentowane są głównie przez rękopisy z góry Athos. Wyróżnił w sumie jedenaście rodzin, wśród których wysoko cenił rodzinę koptyjską.
Marie-Joseph Lagrange zaproponował podział na dwie kategorie: typ B reprezentowany przez kodeksy uncjalne (S, A, C, E, F) oraz szereg minuskułów; typ kościelny reprezentowany przez P I Q oraz minuskuły.
J.M. Bover szczególnie wysoko cenił papirus Chester Beatty III, najstarszy rękopis Apokalipsy.
J. Schmid, w wyniku żmudnej pracy nad rękopisami, korzystając z komentarzy Ekumeniusza oraz Andrzeja z Cezarei, pochodzących z VI wieku, wyselekcjonował najpierw 44 rodziny rękopisów. Cztery z nich uznał za wartościowe. Schmid wyróżnił cztery rodziny, dwie starożytne, z których jedna opiera się na kodeksach A, C oraz komentarzu Ekumeniusza, druga zaś na kodeksie Synajskim oraz Chester Beatty III. Ponadto wyróżnił dwie rodziny minuskułowe, z których jedną stanowi tekst Andrzeja z Cezarei a drugą Textus receptus. Ważnym osiągnięciem Schmida jest spostrzeżenie, że komentarz Ekumeniusza harmonizuje z kodeksami A, C oraz minuskułem 2053.

## Klasyfikacja rękopisów

### Tradycje tekstualne
Podobnie jak i w przypadku innych ksiąg Nowego Testamentu najwyżej cenionymi są rękopisy tekstu aleksandryjskiego, który w przypadku Apokalipsy dzieli się na dwie podgrupy. Powszechnie uważano, że najbardziej poprawny tekst podaje Kodeks Aleksandryjski (A), który odbiega od oryginału tylko w około 15 miejscach (zdaniem W. Bousseta w 17 miejscach). W dalszej kolejności wyliczano C (04), 2377, 0207, P (025), 2344, 046, {\displaystyle \aleph } (01). Wadą Kodeksu Aleksandryjskiego jest harmonizacja starotestamentowych cytatów z Septuagintą. Opublikowany w 1999 roku {\displaystyle {\mathfrak {P}}^{115}} przekazuje tekst bliski dla A i C. Został uznany za najlepszy rękopis Apokalipsy, najbliższy oryginałowi. Tylko w 14 miejscach {\displaystyle {\mathfrak {P}}^{115}} jest niezgodny z Kodeksem Aleksandryjskim i Efrema jednocześnie. Komentarz Ekumeniusza reprezentuje tę właśnie formę tekstu.
Pomimo iż Kodeks Synajski cieszy się opinią lepszego rękopisu niż kodeksy A i C w pozostałych partiach Nowego Testamentu, to jednak w Apokalipsie kodeksy A i C są wyżej cenione przez krytyków. Kodeks Synajski wraz z pokrewnym mu papirusem Chester Beatty III {\displaystyle ({\mathfrak {P}}^{47})} reprezentuje drugą podgrupę aleksandryjskiego tekstu, cieszącą się mniejszym uznaniem ze strony krytyków tekstu. Zależności pomiędzy tradycjami A C i {\displaystyle {\mathfrak {P}}^{47}}{\displaystyle \aleph } wskazują na brak recenzji, a różnice zachodzące pomiędzy tymi tradycjami są dziełem przypadku.
Tekst bizantyjski dzieli się na dwie grupy {\displaystyle {\mathfrak {M}}}A oraz {\displaystyle {\mathfrak {M}}}K. Grupa {\displaystyle {\mathfrak {M}}}A jest zgodna z komentarzem Andrzeja z Cezarei, a czołowym reprezentantem tej grupy jest 025. {\displaystyle {\mathfrak {M}}}K przedstawia standardowy tekst bizantyjski, reprezentantem tej grupy jest 046. Tradycje tekstualne {\displaystyle {\mathfrak {M}}}A i {\displaystyle {\mathfrak {M}}}K są rezultatem recenzji, pierwsza została dokonana w VI wieku, druga w IX wieku.
Minuskuł 2344 zachował się w słabej kondycji i jego tekst nie zawsze jest czytelny. 2377 zachował się we fragmentarycznym stanie.

### Kategorie Alanda

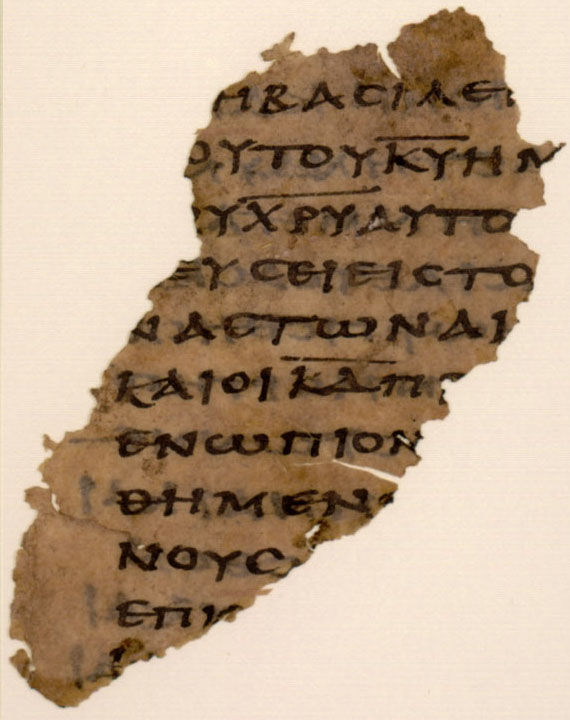
Kodeks 0308, w Ap 11,18 przekazuje wariant „sługom i prorokom”

Kurt Aland wprowadził podział greckich rękopisów Nowego Testamentu na pięć kategorii. Rękopisy I kategorii reprezentują aleksandryjską tradycję tekstualną. Rękopisy III kategorii reprezentują tekst niezależny od recenzji IV wieku i są ważne dla ustalenia oryginalnego tekstu, jak również dla poznania historii tekstu. Brak jest rękopisów reprezentujących kategorię IV, która została przewidziana dla rękopisów tekstu zachodniego. Rękopisy V kategorii reprezentują bizantyńską tradycję tekstualną i ta grupa jest najliczniejsza.
kategoria I
{\displaystyle {\mathfrak {P}}^{18}} ok. 300 (1,4-7)
{\displaystyle {\mathfrak {P}}^{24}} IV wiek (5,5-8; 6,5-8)
{\displaystyle {\mathfrak {P}}^{47}} III wiek (9,10 – 11,3; 11,5 – 16,15; 16,17 – 17,2)
{\displaystyle \aleph } (01) IV wiek (kompletny)
A (02) V wiek (kompletny)
2053 XIII wiek (kompletny)
2062 XIII wiek (rr. 1; 15-22)
2344 XI wiek (kompletny)
kategoria II
{\displaystyle {\mathfrak {P}}^{43}} ok. 600 (2,12-13; 15,8 – 16,2)
{\displaystyle {\mathfrak {P}}^{85}} ok. 400 (9,19 – 10,2.5-9)
C (04) V wiek (1,1-2; 3,20 – 5,14; 7,14-17; 8,5 – 9,16; 10,10 – 11,3; 16,13 – 18,2; 19,5 – 22,21)
1006 XI wiek (kompletny)
1611 XII wiek (21,27 – fin.)
1841 ok. 900 (kompletny)
1854 XI wiek (kompletny)
2050 XII wiek (rr. 1-5; 20-22)
2329 X wiek (kompletny)
kategoria III
0169 IV wiek (3,19–4,3)
0163 V wiek (16,17-20)
0207 IV wiek (9,2-15)
0229 VIII wiek (18,16-17; 19,4-6)
2351 X wiek (1,1 – 13,17; 14,4-6)
2377 XIV wiek (kompletny)
kategoria V
P (025) IX wiek (1,1 – 16,11; 17,2 – 19,20; 20,10 – 22,5)
046 X wiek (kompletny)
052 X wiek (7,16 – 8,12)
Klasyfikacja ta nie oddaje rzeczywistego stanu rzeczy, ponieważ dokonana została w oparciu o profil tekstualny innych ksiąg Nowego Testamentu (w sumie 1000 miejsc profilowych, żadne z nich nie dotyczyło Apokalipsy).

### 27 wydanie Nestle-Alanda
27 wydanie Nestle-Alanda (NA27), które wśród greckich rękopisów NT wprowadziło rozróżnienie na świadków I i II rzędu, świadków tekstu często cytowanych i rzadko cytowanych, do świadków I rzędu zalicza następujące rękopisy:
{\displaystyle {\mathfrak {P}}^{18}}, {\displaystyle {\mathfrak {P}}^{24}}, {\displaystyle {\mathfrak {P}}^{43}}, {\displaystyle {\mathfrak {P}}^{47}}, {\displaystyle {\mathfrak {P}}^{85}}, {\displaystyle {\mathfrak {P}}^{98}}, {\displaystyle {\mathfrak {P}}^{115}}, Kodeks Synajski, Kodeks Aleksandryjski, Kodeks Efrema, Kodeks 051, Kodeks 0163, Kodeks 0169, 0207, 0229.
Do świadków II rzędu zaliczono:
025, 046, 1006, 1611, 1841, 1854, 2030, 2050 (1107), 2053, 2062, 2329, 2344, 2351, 2377.
Nie utworzono trzeciej grupy dla rękopisów rzadziej cytowanych.

## Przekłady starożytne
Przekład starołaciński powstał w końcu II wieku i jest ważny ze względu na wczesną datę. Jest on jednak trudny do odtworzenia ze względu na wtórny wpływ Wulgaty. Zachowało się 13 starołacińskich rękopisów z tekstem Apokalipsy oraz komentarze. Wulgata zawiera poprawiony tekst starołaciński.
Przekłady na dialekty koptyjskie pochodzą z III wieku. Przekład na dialekt saidzki jest bliski dla Kodeksu Aleksandryjskiego, przekład na dialekt bohairski nie zachował się w całości. Rękopisy etiopskie są bliskie dla kodeksów A i C. Peszitta nie zawierała Apokalipsy, pojawia się w późniejszych syryjskich przekładach. Przekłady na arabski, ormiański i gruziński są późnego pochodzenia. Przekład ormiański powstał w X wieku. Przekład na język cerkiewnosłowiański powstał dopiero w XII wieku.

## Cytaty Ojców Kościoła
Fragmenty Apokalipsy zachowały się w cytatach Ojców Kościoła. Największe znaczenie mają greckie cytaty u Ireneusza, Hipolita, Orygenesa, Euzebiusza z Cezarei i Metodego z Olimpu. Dla krytyki tekstu szczególnie cennym jest dzieło Hipolita De Antichristo (rękopis H). Cytaty Orygenesa potwierdzają tekst Kodeksu Synajskiego.